# Evans (Colorado)
Evans és una població dels Estats Units a l'estat de Colorado. Segons el cens del 2008 tenia 18.842 habitants.

## Demografia
Segons el cens del 2000, Evans tenia 9.514 habitants, 3.277 habitatges, i 2.359 famílies. La densitat de població era de 961,6 habitants per km².
Dels 3.277 habitatges en un 43,8% hi vivien nens de menys de 18 anys, en un 51,3% hi vivien parelles casades, en un 14,3% dones solteres, i en un 28% no eren unitats familiars. En el 19,3% dels habitatges hi vivien persones soles el 6% de les quals corresponia a persones de 65 anys o més que vivien soles. El nombre mitjà de persones vivint en cada habitatge era de 2,9 i el nombre mitjà de persones que vivien en cada família era de 3,33.
Per edats la població es repartia de la següent manera: un 32,1% tenia menys de 18 anys, un 14,2% entre 18 i 24, un 32,3% entre 25 i 44, un 15,2% de 45 a 60 i un 6,2% 65 anys o més.
L'edat mediana era de 27 anys. Per cada 100 dones de 18 o més anys hi havia 93,9 homes.
La renda mediana per habitatge era de 37.158 $ i la renda mediana per família de 42.983 $. Els homes tenien una renda mediana de 30.938 $ mentre que les dones 22.946 $. La renda per capita de la població era de 15.329 $. Entorn del 9,8% de les famílies i el 14,9% de la població estaven per davall del llindar de pobresa.

## Poblacions més properes
El següent diagrama mostra les poblacions més properes.